# En effeuillant la marguerite
Pour plus de détails, voir Fiche technique et Distribution.
En effeuillant la marguerite est un film français réalisé par Marc Allégret en 1956

## Synopsis
Agnès, la fille du général Dumont, a écrit et fait publier sous ses seules initiales un livre intitulé "En effeuillant la marguerite". Cette satire de sa ville de province y fait scandale et lorsque son père apprend qu'elle en est l'auteur, il décide de l'envoyer en pension.
Arrivée à la gare elle s'enfuit en sautant dans un train pour Paris où elle fait la connaissance d'un sémillant journaliste, Daniel.
Croyant loger chez son frère, elle s'installe au Musée Balzac et pour rembourser une édition unique qu'elle a vendue, elle s'inscrit dans un concours de strip-tease. Elle parait masquée devant le public, ce qui lui permet de berner le crédule Daniel qui souhaite l'épouser rapidement. Le tout se dénoue à Vichy, dans la bonne humeur et avec l'approbation du général Dumont.

## Fiche technique
- Titre : En effeuillant la marguerite
- Réalisation : Marc Allégret
- Assistants réalisateurs : Paul Feyder, Pierre Boursans
- Scénario : Marc Allégret, Roger Vadim
- Adaptation et Dialogues : Marc Allégret, Roger Vadim
- Photographie : Louis Page
- Opérateur : Raymond Picon-Borel
- Son : Jacques Carrère
- Décors : Alexandre Trauner, Auguste Capelier
- Costumes : Robes de Virginie, Lingerie fournie par Marguerite Sacrez
- Montage : Suzanne de Troeye, assistée de Roger Cacheux
- Script-girl : Suzanne Durrenberger
- Ensemblier : Roger Volper
- Maquillage : Hagop Arakélian
- Photographe de plateau : Walter Limot
- Régisseur : Jean Pieuchot
- Musique : Paul Misraki, chef d'orchestre : Marc Lanjean (éditions Impéria)
- Production : Raymond Eger, Ray Ventura
- Directeur de production : Claude Ganz
- Sociétés de production : Films EGE, Hoche Productions
- Société de distribution :  Les Films Corona
- Pays de production :  France
- Affichiste : Clément Hurel
- Tournage du 13 février au 14 avril 1956 dans les studios Photosonor à Courbevoie et les studios Eclair à Épinay-sur-Seine
- Format : Noir et blanc — 35 mm — 1,37:1 — son Mono (Western Electric)
- Genre : Comédie
- Durée : 100 min
- Tirage : Laboratoire Franay L.T.C Saint-Cloud
- Trucage : LAX
- Date de sortie :
  - France : 5 octobre 1956
- Visa d'exploitation : 17670

## Distribution
- Brigitte Bardot : Agnès Dumont, la fille du général
- Daniel Gélin : Daniel Roy, le journaliste de France Actualité
- Robert Hirsch : Roger Vital, le photographe de presse
- Darry Cowl : Hubert Dumont, le frère d'Agnès
- Luciana Paluzzi : Sofia, l'amie italienne
- Nadine Tallier : Magali, le premier flirt de Daniel
- Jacques Dumesnil : le général Dumont
- Madeleine Barbulée : Mme Dumont, la femme du général
- Georges Chamarat : Bacchus, le facteur
- Mischa Auer : Alexis, le chauffeur de taxi
- Mauricet : M. Valentin, l'organisateur du concours
- Yves-Marie Maurin : Toto, un petit frère d'Agnès
- Patrick Maurin (Patrick Dewaere) : un camarade de jeu de Toto (attaché sur une chaise)
- Jacques Jouanneau : Édouard, un ami de Daniel
- Henri Garcin : un autre ami de Daniel
- Jean-Loup Philippe : un autre ami de Daniel
- Michel Constantin : un spectateur du strip-tease
- Marc Eyraud : un photographe
- Françoise Arnoul : elle-même
- Anne Collette : "Croquemitaine", la secrétaire
- Gabrielle Fontan : la professeur de musique
- Charles Bouillaud : le bistrot
- Charles Bayard : un spectateur à Vichy
- Mac Ronay : le contrôleur du train
- Christian Brocard : un livreur de journaux
- Jean Rupert : M. Dubreuil, le directeur du casino
- Andres : un journaliste à l'assemblée nationale
- Pierre Leproux : le régisseur du casino
- Roger Vincent : le maire sur le quai de la gare
- Marcel Loche
- Jean Degrave : l'huissier de l'assemblée nationale
- Lucien Desagneaux
- Jacques Fervil : le régisseur au premier strip-tease (sous réserve)
- Madeleine Ganne
- Catherine Candida
- Monique Vita
- Jacqueline Warin

## Autour du film
Le musée Balzac imaginé par Marc Allégret fait allusion à la Maison de Balzac située dans le 16e arrondissement de Paris. Mais le réalisateur l'a imaginé 5 rue Fabra Paris 16e dans le film, alors que la rue Fabra n'existe pas à Paris. Cette adresse est écrite sur une enveloppe adressée au frère d’Agnès dans le musée, au début et dans la suite du film l'adresse d'Hubert, en fait le musée, sera dit situé au 3 rue Fabra. Dans le film Agnès se croyant chez son frère au musée, portera la robe de chambre de Balzac au grand dam de son frère qui faisait visiter le musée. En fait la robe de chambre avait été utilisée par Rodin pour une sculpture, trempée dans du plâtre, et ne pouvait pas être au musée . D’ailleurs la robe n’aurait sans doute pas convenu à Brigitte Bardot plutôt mince et mesurant 1,68 m, alors que Balzac était de forte corpulence et ne mesurait qu’1,57 m. Mais paradoxalement la robe de chambre que porte Brigitte Bardot et censée avoir appartenu à Balzac, est certes trop ample pour elle, mais également beaucoup trop longue et forme une sorte de traîne, alors qu'elle n'aurait dû ne descendre que jusqu'aux chevilles. Celle de Balzac, une sorte de robe de moine déjà trop longue pour l'écrivain, traînait par terre. Dans le film une sculpture représente Balzac bien plus grand qu'en réalité, aujourd'hui on trouve deux  Sculptures de Balzac de grande taille, l'une au boulevard Raspail, l'autre dans le jardin du musée Rodin, celles à la Maison de Balzac sont de petite taille.